# Худолей, Леонид Фёдорович
Леонид Фёдорович Худолей (25 июня 1907, Тифлис — 3 апреля 1981, Рига) — советский музыкант, дирижёр, музыкальный педагог. Народный артист Молдавской ССР (1967), Заслуженный деятель искусств Латвийской ССР (1954).

## Биография
Леонид Фёдорович родился в 1907 году в Тифлисе.
В 1926 году начал свою творческую деятельность, стал работать дирижёром оперы и симфонического оркестра Управления зрелищных предприятий в Ростове-на-Дону. С 1933 по 1935 годы, во время обучения в Московской консерватории у М. Ипполитова-Иванова и Н. Голованова, являлся дирижёром-ассистентом в Большом театре СССР. Завершив обучение в консерватории стал служить в Оперном театре имени К. С. Станиславского.
С 1940 по 1941 годы работал художественным руководителем и главным дирижером Первой декады таджикского искусства в Москве.
С 1941 по 1943 годы — преподаватель и директор Ташкентской консерватории.
С 1945 по 1950 годы работал в должности директора и художественного руководителя Студии грамзаписи в Москве, главный дирижер симфонического оркестра Московской областной филармонии, дирижер Оперной студии им. Станиславского.
В дальнейшем работал главным дирижёром Белорусского (1950—1951), Латвийского (1951—1954), Харьковского (1954—1958), Горьковского (1958—1963) и Молдавского (1963—1974) театров оперы и балета.
В 1967 году удостоен высокого звания Народный артист Молдавской ССР.
Осуществил более 100 постановок, в том числе впервые поставил оперы «Маскарад» Артамонова, «Буковинцы» Карминского (Харьков), «Аурелия» Гершфельда, балет «Антоний и Клеопатра» Лазарева (Кишинёв).
Преподавал в консерваториях Москвы, Риги, Харькова, Горького, Кишинева. Член ВКП(б)/КПСС с 1944 года.
Умер в Риге 3 апреля 1981 года.

## Награды
- Народный артист Молдавской ССР (1967),
- Заслуженный деятель искусств Латвийской ССР (1954).

## Ссылка
- Худолей Л. Ф. Театральная энциклопедия